# Kila (Montana)
Kila es un lugar designado por el censo ubicado en el condado de Flathead en el estado estadounidense de Montana. En el Censo de 2010 tenía una población de 392 habitantes y una densidad poblacional de 37,92 personas por km².

## Geografía
Kila se encuentra ubicado en las coordenadas 48°7′17″N 114°28′36″O / 48.12139, -114.47667. Según la Oficina del Censo de los Estados Unidos, Kila tiene una superficie total de 10.34 km², de la cual 10.34 km² corresponden a tierra firme y (0%) 0 km² es agua.

## Demografía
Según el censo de 2010, había 392 personas residiendo en Kila. La densidad de población era de 37,92 hab./km². De los 392 habitantes, Kila estaba compuesto por el 95.15% blancos, el 0% eran afroamericanos, el 0.51% eran amerindios, el 0% eran asiáticos, el 0% eran isleños del Pacífico, el 0% eran de otras razas y el 4.34% pertenecían a dos o más razas. Del total de la población el 1.28% eran hispanos o latinos de cualquier raza.